# 177 Irma
177 Irma este un asteroid din centura principală, descoperit pe 5 noiembrie 1877, de Paul Henry.